# St. Therese of Child Jesus (Schiff)
Die St. Therese of Child Jesus ist ein Fährschiff der philippinischen Reederei Negros Navigation.

## Geschichte
Das Schiff wurde als New Orion unter der Baunummer 332 auf der Werft Onomichi Zosen K.K. im japanischen Onomichi gebaut und am 11. März 1989 an den Auftraggeber abgeliefert. Das Schiff nahm nun den Verkehr zwischen Osaka und Shin Moji auf. 1992 wurde das Schiff in Ferry Fufuoka umbenannt. Im Oktober 2002 wurde das Schiff in Superferry 16 umbenannt und von 2Go Group Inc auf den Philippinen betrieben. Im Mai 2005 wurde das Schiff an CMM Maritime SA in Panama verkauft und in New Qingdao umbenannt.
Das Schiff wurde seit März 2013 von Stena Daea Line, an der Stena Line zu 90 Prozent und die Daea Group zu 10 Prozent beteiligt waren, zwischen dem südkoreanischen Hafen Sokcho und den russischen Häfen Wladiwostok und Zarubino eingesetzt. Beide russischen Häfen wurden jeweils einmal wöchentlich angelaufen.
Seit 2016 fährt das Schiff für die philippinischen Reederei Negros Navigation, die es im Linienverkehr auf der Route Manila–Bacolod City–Iloilo City–Cagayan de Oro einsetzt.

## Technische Daten und Ausstattung
Das Schiff wird von zwei Achtzylinder-Viertakt-Dieselmotoren des Herstellers Pielstick-Kawasaki (Typ: 8PC40L) angetrieben. Die Motoren leisten jeweils 9702 kW. Das Schiff erreicht damit eine Höchstgeschwindigkeit von 22,9 kn.
Für die Stromversorgung stehen vier Generatoren mit insgesamt 1.100 kVA Scheinleistung zur Verfügung.
Das Schiff verfügte über 1.450 Spurmeter für rollende Ladungen. Es konnte 750 Passagiere befördern. Für den Einsatz in philippinischen Gewässern wurde das Schiff umgebaut. Es ist jetzt für 1.856 Passagiere zugelassen. Das Schiff kann außerdem 200 20-Fuß-Container laden.